# Hillcrest Cemetery
Der Hillcrest Cemetery ist ein Begräbnisplatz in der texanischen Kleinstadt Forney. Er liegt im Nordwesten des Ortes am ehemaligen U.S. Highway 80 (heute: FM 688) in Nähe zur Kreuzung mit der FM 740. 

## Geschichte
Nachdem die Gemeinde Brooklyn im Jahre 1873 wegen des Eisenbahnbaus durch die Texas and Pacific Railroad verlegt und in Forney umbenannt worden war, erwies sich der frühere Friedhof von Brooklyn als nicht mehr geeignet.
Im Jahre 1878 organisierte ein Ausschuss von einflussreichen Männern die Forney Graveyard Company. Sie erwarb ein zwei Hektar großes Gelände. Die ältesten dokumentierten Gräber sind die von M. Elizabeth Collins (1813–1867) sowie von Blanch Ivey und Isaac Sorey, die beide im Jahre 1879 verstarben. 1880 wurde das Gelände parzelliert und formal als öffentliche Begräbnisstätte der schnell wachsenden Eisenbahnerstadt ausgewiesen. Später wurde der Friedhof um benachbarte Grundstücke erweitert. Der Name Hillcrest verfestigte sich um das Jahr 1910.
Auf dem Hillcrest Cemetery fanden viele Siedler aus der Zeit der Landnahme sowie bekannte Gemeindemitglieder ihre letzte Ruhe. Zudem liegen fünf bekannte Veteranen des Amerikanischen Bürgerkriegs dort begraben.
Seit 1976 sorgt eine Stiftung für die Unterhaltung des Areals.

## Quelle
- Historical Marker der Texas Historical Commission (errichtet 1998)

Koordinaten: 32° 45′ 9″ N, 96° 28′ 28″ W